# Exégèse de l'âme
L’Exégèse de l'âme est le nom d'un écrit gnostique rédigé copte sahidique, mais dont la langue originale est probablement le grec, dont la composition remonte vers 120 à 135, vraisemblablement à Alexandrie. C'est le sixième texte du codex II de la bibliothèque de Nag Hammadi. Il se distingue de l'habituelle production gnostique par la clarté de son propos, en s'inspirant de la structure des romans hellénistiques. L'auteur, qui utilise de nombreuses citations empruntées à diverses sources vétéro et néo-testamentaires mais également à l'Odyssée d'Homère, traite de la question de l'âme personnifiée par femme dévoyée aux mains de ses amants qui représentent les plaisirs auxquels est soumise l'âme incarnée dans la matière, dont l'éventuel salut réside dans une initiative miséricordieuse du Père.

## Origine
Le récit provient vraisemblablement d'Alexandrie, travail d'un auteur issu des milieux gnostiques pré-valentiniens dans le deuxième quart du IIe siècle, imprégné de thèmes philosophiques d'inspiration platonicienne et de récits homériques, s'adressant probablement à des membres de la communauté chrétienne d'Alexandrie. Cependant l'éventualité d'une origine Romaine est également envisageable.

## Le titre
Le titre en copte pourrait se traduire par « Exégèse au sujet de l'âme » et le terme grec ἐξήγησις (exègèsis) peut aussi bien se traduire par « récit » que par « explication » et il est envisageable que l'auteur joue sur ces deux significations possibles.

## Emprunts et citations
L'auteur introduit dans le texte de nombre de citations sans qu'on puisse savoir avec certitude s'il se fonde sur des documents originaux ou sur une forme de florilège. 
Il cite des extraits bibliques : concernant l’Ancien Testament, les grands prophètes, Jérémie, Osée et Ézéchiel mais également Isaïe et les Psaumes, auxquels s'ajoutent deux courts passages de la Genèse ainsi qu'un extrait d'un pseudo-Ézéchiel ;  du Nouveau Testament, l'auteur cite deux extraits des lettres pauliniennes (Première épître aux Corinthiens et Épître aux Éphésiens), une phrase de l’Évangile selon Jean et de l’Évangile selon Luc puis encore deux passages de l’Évangile selon Matthieu. Il y a également une mention relative à Jean le Baptiste prêchant le repentir qui, sans être une citation, joue un rôle analogue.
L'auteur utilise également deux passages de l’Odyssée d'Homère qui servent d'allégorie et sont associés à la chute de l'âme, son retour et son repentir : l'âme est comparée à Hélène de Troie qui attribue à Aphrodite ses malheurs.

## Récit
Le récit se présente sous la forme d'une allégorie exotérique.
L'âme - incarnée en une femme - chute dans le monde où elle est aux prises avec des brigands et des insolents qui la vilipendent puis en abusent. Déflorée et déçue par leurs promesses illusoires, l'âme se détourne d'eux pour trouver et s'offrir à d'autres amants - pensant que qui elle enlace deviendra son mari - qui l'abandonnent également, la laissant seule. L'âme alors tente vainement de se repentir de la réalité charnelle qui flétrit et souille.
C'est alors que le Père porte son regard sur elle, la purifie, la protège des nouveaux assauts contre sa vertu et lui envoie du ciel son véritable époux avec lequel l'âme s'unit au cours de noces spirituelles. Le Père régénère alors l'âme et lui rend sa jeunesse et sa beauté perdues. Cette régénération symbolise pour l'auteur la véritable ascension vers les cieux et la vraie résurrection des morts. Ainsi, « le salut final [est] obtenu non par l'effort moral et philosophique, mais par le baptême et la grâce de Dieu ».
Le texte se clos par une exhortation qui invite le lecteur à se repentir honnêtement à l'imitation de l'âme, en implorant l'aide et la miséricorde du Père.